# Les Sables-d’Olonne (Les Sables-d’Olonne)
Les Sables-d’Olonne ist eine im Durchschnitt auf 10 Metern über Meereshöhe gelegene Ortschaft mit 14.545 Einwohnern (Stand 2017) im französischen Département Vendée in der Verwaltungsregion Pays de la Loire. 
Das Siedlungsgebiet liegt unmittelbar an der Bucht von Biskaya, die zum Atlantischen Ozean gehört. Die Gemeinde Les Sables-d’Olonne wurde am 14. Dezember 1789 gegründet und umfasste 8,7 Quadratkilometer. Später wurde sie zum Hauptort des Arrondissements Les Sables-d’Olonne und des gleichnamigen Kantons. 
Durch ein Dekret vom 17. August 2018 und mit Wirkung vom 1. Januar 2019 wurde sie mit Château-d’Olonne und Olonne-sur-Mer zur Commune nouvelle Les Sables-d’Olonne fusioniert. Seither ist sie eine Commune déléguée.
Der Ort hat einen Hafen und einen Bahnanschluss; er ist Start und Ziel des seit 1989 stattfindenden Vendée Globe, der härtesten Non-Stop-Segelregatta um die ganze Welt.